# Spadafora

Ubicació de Spadafora dins la província

Spadafora (sicilià Spatafora) és un municipi italià, dins de la ciutat metropolitana de Messina. L'any 2009 tenia 5.259 habitants. Limita amb els municipis de Roccavaldina, Rometta i Venetico.

## Administració
| Període | Identitat           | Partit        |
| ------- | ------------------- | ------------- |
| 2009-   | Giuseppe Pappalardo | Llista cívica |